# خانه سلامتی
خانه سلامتی مربوط به دوره قاجار است و در زواره، محله دربند، کوچه خانی واقع شده و این اثر در تاریخ ۲۴ اسفند ۱۳۸۳ با شمارهٔ ثبت ۱۱۵۸۴ به‌عنوان یکی از آثار ملی ایران به ثبت رسیده است.